# کیویان
کیویان (Actinidiaceae) تیره‌ای از خلنگ‌سانان چوبی بالارونده و درختچه‌ای یا درختی بومی نواحی معتدل و نیمه‌گرمسیری آسیا و آمریکای مرکزی و جنوبی است که برگ‌های متناوب مارپیچی با حاشیه‌ای کامل یا اره‌ای دارند؛ گلهای آنها به صورت منفرد یا مجتمع در گرزنهای انتهایی قرار گرفته است؛ گلبرگ‌هاو کاسبرگ‌های آنها آزاد و تعداد پرچم‌ها زیاد و از پشت به‌هم‌چسبیده است؛ این گیاهان تک‌پایه یا دوپایه یا دوجنسی هستند.